# Adrian Thomas (compositore)
Adrian Thomas (Cornovaglia, 1947) è un docente, compositore e musicologo britannico, Professore emerito di musica alla Scuola di Musica dell'Università di Cardiff. È specializzato in Musica polacca.

## Carriera accademica
Thomas iniziò la sua carriera professionale alla Queen's University di Belfast nel 1973. Tra il 1983 e il 1984 è stato Visiting Fellow alla Università della California, San Diego e dopo il suo ritorno alla Queen's University diventò Professore di Musica Hamilton Harty nel 1985. Mantenne questa posizione fino al 1996, quando assunse il suo ruolo all'Università di Cardiff. È andato in pensione nel 2010.
In aggiunta a quanto sopra, nel 1983, 1986 e 1987 tenne borse di studio per composizione presso la colonia MacDowell nel New Hampshire. Tra il 2003 e il 2006 Thomas è stato professore di musica al Gresham College di Londra.

## Carriera pubblica
Nei tardi anni '70 e all'inizio degli anni '80 Thomas ha diretto concerti con l'Orchestra Ulster e gruppi di musica contemporanea quali Lontano di Odaline de la Martinez. Negli anni '80 BBC Radio 3 gli mandò in onda diverse composizioni, tra cui una commissione per i cantanti della BBC, Black Rainbow (1989). Nel 1990-93 è stato distaccato dalla Queen University alla BBC per diventare direttore musicale per BBC Radio 3; qui, nel 1993, dette il via al festival di musica e arte, Polska!, una celebrazione nazionale della musica e della cultura polacca.
Tra il 2003 e il 2006, come Professore di Musica di Gresham, Thomas ha tenuto una serie di conferenze pubbliche sulla musica polacca e dell'Europa centrale. Successivamente è stato eletto membro del Gresham College (2006-2009) e professore emerito nel 2009.
Ha fatto parte di commissioni pubbliche e comitati di direzione nei Consigli d'Arte in Irlanda del Nord e Galles e nel Gruppo di ricerca per le arti dello spettacolo presso l'Arts and Humanities Research Board (2000-03).

## Interessi accademici
Adrian Thomas è uno specialista della musica polacca e ha pubblicato ampiamente sull'argomento. Ha tenuto lavori di ricerca, conferenze pubbliche e trasmissioni in Europa, negli Stati Uniti e in Australia. È autore di oltre cinquanta voci sulla musica polacca del ventesimo secolo nella seconda edizione di The New Grove Dictionary of Music and Musicians (2000–2001). Per il suo libro del 1997, Górecki, Thomas ha ricevuto il Wilk Book Prize per la Ricerca sulla Musica polacca (2002). Ha ricevuto riconoscimenti dall'Unione dei Compositori polacchi (1989), dal governo polacco (Ordine al Merito per la Cultura Polacca, 1996) e dalla Società Lutosławski di Varsavia (2005).

## Pubblicazioni
- Witold Lutosławski: Cello Concerto (Ashgate), ISBN 978-0-7546-1958-1
- Polish Music since Szymanowski (Cambridge: CUP, 2005), ISBN 978-0-511-07402-8
- Górecki (Oxford: OUP, 1997), ISBN 0-19-816393-2
- Bacewicz: Chamber and Orchestral Music (Los Angeles: USC, 1985), ISBN 0-916545-03-2